# Sheryl Rubio
Sheryl Dayana Rubio Rojas (Caracas, 28 dicembre 1992) è un'attrice, cantante e modella venezuelana, nota per il ruolo di Sheryl Sánchez in Somos tú y yo e Non può essere! e di Lucía Dávila in La casa de las flores.

## Biografia
Sheryl Rubio nasce a Caracas il 28 dicembre 1992, da Damaris Rojas e Óscar Rubio. Rubio rivelò in un’intervista che aveva avuto una sorella, ma non accennò nulla riguardo alla sua morte. Nel 2018, anni dopo, rivelò attraverso un video nel suo canale YouTube, i dettagli riguardo alla morte della sorella, assassinata a 19 anni dal suo compagno, molto possessivo e geloso. Rubio riveló anche che il crimine della sorella rimase impunito e non fu fatta giustizia.
Rubio ha confessato che a scuola non era popolare, e ha anche sofferto di atti di bullismo. Parla correttamente inglese e spagnolo.

### Carriera
Sheryl Rubio cominciò la sua carriera d'attrice all'età di sette anni, interpretando Ángela Rigores nella telenovela, Amantes de luna llena. Successivamente partecipa alla telenovela, La soberana, prodotta e creata da RCTV, nel ruolo di Ana Ozores, ruoli che riprenderà anche negli adattamenti teatrali delle due telenovelas, rispettivamente nel 2003 e nel 2004-2005.
Nel 2003, partecipa come Renata Antoni Díaz in, La niña de mis ojos, una telenovela per bambini famosissima in America latina. L'anno successivo, ad 11 anni ha iniziato a lavorare come presentatrice del programma televisivo Atomico.
Nel 2007 ottiene il ruolo della protagonista nella serie Somos tú y yo, co-produzione televisiva tra America Latina, Europa, Medio Oriente e Africa, dove interpreta il personaggio di Sheryl Sánchez. La serie diventa in poco tempo, un vero fenomeno mediatico, una delle serie preferite dagli adolescenti di America Latina, Israele, Uruguay, Messico, Grecia, Macedonia del Nord, Ucraina, Perù, Venezuela, Ecuador, Italia, Bolivia e Colombia. La serie viene trasmessa dal 2007 al 2010. In Italia viene trasmessa dall'8 marzo del 2015 su Rai Gulp, con episodi trasmessi della durata di 25 minuti ciascuno.
Successivamente viene scelta per interpretare il ruolo di protagonista nella serie Somos tú y yo: un nuevo día, ispirato al film del 1978 Grease - Brillantina.
Nel 2010 torna ad interpretare Sheryl Sánchez nella serie Non può essere!. La serie in realtà è una sitcom e ha ottenuto un buon successo, debuttando per la prima volta 25 luglio 2010 sulla rete Venevisión. Mentre in America Latina ha debuttato l'8 novembre 2010 dal canale tematico per bambini, Boomerang, mentre viene trasmesso per la prima volta in Italia il 26 settembre 2011 dalla rete televisiva, Frisbee. Nello stesso anno, interpreta il ruolo di Sofia Carlota nella telenovela La vuida joven, scritto da Martin Hahn, telenovela ispirata alla vita della baronessa spagnola, Carmen Cervera.
Nel 2012 entra a far parte del cast di Mi ex me tiene ganas, scritto da Martin Hahn e prodotto da Sandra Rioboo, dove interpreta il personaggio di Stefany Miller. La serie viene trasmessa in prima visione il 16 maggio 2012 ottenendo un grande successo in tutta l'America Latina. Rubio ha ricevuto un'accoglienza positiva sui media dell'America Latina.
Nel 2013 è co-protagonista della serie Corazón Esmeralda, dove interpreta Rocio Salvatierra. Oltre all'attività di attrice, la Rubio iniziò a cimentarsi anche nel canto durante la partecipazione in Corazón Esmeralda eseguendo alcune colonne sonore.
Nell'agosto del 2015, entra a far parte della commedia prodotta da TC Televisión, Los hijos de Don Juan, dove interpreta Malibu, per questo ruolo, l'attrice si trasferisce per sei mesi a Ecuador, per compiere le riprese. durante il 2015 l'attrice apparì nel'episodio, Addio alle bambine, nella serie Escándalos, vicenda basata su un fatto accaduto realmente a Cleveland, quando un uomo sequestrò 3 bambine. Per questa interpretazione l’attrice ha ricevuto critiche positive.
Nel 2015 la Rubio si recò in Israele per partecipare alla campagna, Upload Project di Stand With Us, organizzazione senza fini di lucro.
Nel 2016 si trasferisce a Città del Messico e Los Angeles. Nel novembre del 2016, venne scelta come protagonista della serie Guerra de ídolos, dove interpreta il ruolo di Julia Matamoros, una ballerina e cantante professionista. La serie viene trasmessa in prima visione il 24 aprile 2017 e ottiene un grande successo in tutta l'America Latina.
Nel 2017 prende parte alla campagna di scarpe Nike Air Vapormax di Nike Women. Successivamente diventa il nuovo volto di Guess insieme al cantante Joe Jonas.
Nel 2018 viene annunciata la sua partecipazione in La casa de las flores, dove interpreta la protagonista, Lucía Dávila, insieme alle attrici Aislinn Derbez, Cecilia Suarez e Verónica Castro.
Dal 2020, si trasferisce a New York, Stati Uniti, per continuare la sua carriera.

## Vita privata
Nel 2019 si è fidanzata con Shaps Wade, un odontoiatra statunitense. Il 25 ottobre 2020 si sposano con rito civile, e il 2 aprile 2022 si sposano in chiesa. Il 16 novembre 2024 nasce loro figlia Remi.

## Moda
Nell'ottobre 2014, Sheryl lanciò una linea di abbigliamento disegnata da lei stessa, Moda Melao. La linea fu messa in vendita in diversi negozi dell'America Latina, su Amazon a livello internazionale.
Nel luglio nel 2016 fu l'immagine dell'edizione estiva di Flamingo Glasses. Fu anche immagine di Forever 21 nelle sue collezioni Back to School e Holiday.

## Filmografia

### Cinema
- No, porque me enamoro, regia di Santiago Limón (2020)

### Televisione
- Amantes de luna llena – serial TV (2000-2001)
- La soberana – serial TV (2001)
- La niña de mis ojos – serial TV (2001-2002)
- Atómico – programma TV (2005)
- Somos tú y yo – serial TV (2007-2010)
- Somos tú y yo: un nuevo dia – serie TV (2009)
- Non può essere! (NPS: No puede ser) – serie TV (2010-2011)
- La viuda joven – serial TV (2011)
- Mi ex me tiene ganas – serial TV (2012)
- Corazon Esmeralda – serial TV (2013-2014)
- Escándalos – serial TV (2015)
- Los hijos de Don Juan – serial TV (2015)
- Guerra de ídolos – serial TV (2016-2017)
- La casa de las flores – serie TV (2018-2019)
- 100 días para enamorarnos – serial TV (2020)

## Discografia

### Singoli
- 2019 – Terminamos

### Collaborazioni
- 2011 – Quiero que vuelvas (Lasso feat. Sheryl Rubio)
- 2019  – Hoy (Nael y Justin feat. Sheryl Rubio)

### Colonne sonore
- 2007 – Somos tú y yo
- 2008 – Somos tú y yo 2
- 2009 – Somos tú y yo: un nuevo día
- 2010 – NPS: No puede ser
- 2014 – Corazón Esmeralda
- 2017 – Guerra de ídolos

## Tour
- Somos tú y yo Tour (2007-2008)
- Somos tú y yo, un nuevo día, Live Tour (2009)

## Teatro
- Sheryl: El confesionario. Teatro Celarg di Caracas (2013)

## Doppiatrici italiane
Nelle versioni in italiano delle opere in cui ha recitato, Sheryl Rubio è stata doppiata da:
- Simona Chirizzi in Somos tú y yo[49]
- Cristina Caparrelli in Somos tú y yo: un nuevo dia[50]
- Monica Vulcano in Non può essere![51]